# Paul Karasik
Paul Karasik (1956) és un dibuixant i professor estatunidenc. Va estudiar a l'School of Visual Arts al costat de tres dels artistes de còmic més destacats: Will Eisner, Harvey Kurtzman i Art Spiegelman. Entre els seus treballs sobresurt l'adaptació gràfica, amb David Mazzucchelli, de la novel·la de Paul Auster Ciutat de vidre (1994), que va aconseguir formar part de la llista dels cent millors còmics del segle xx elaborada per la publicació Comics Journal. Ha treballat com a editor associat de la revista Art Spiegelman's raw Magazine i com a il·lustrador de The New York Times, The New Yorker i Nickelodean Magazine. Ha donat classes a The Rhode Island School of Design i a l'Scuola Internazionale di Comics de Florència. Ha publicat, en col·laboració amb la seva germana, The ride together, a memoir of autism in the family (2003), que recull les experiències al costat del seu germà David, afectat d'autisme.